# Piper scutispicum
Piper scutispicum är en pepparväxtart som beskrevs av William Trelease. Piper scutispicum ingår i släktet Piper och familjen pepparväxter. Inga underarter finns listade i Catalogue of Life.